# Chicane (musicista)
Chicane, pseudonimo di Nicholas Bracegirdle (Buckinghamshire, 28 febbraio 1971), è un disc-jockey e produttore discografico inglese.

## Carriera
Chicane è principalmente conosciuto per il singolo Offshore, un inno dance ad Ibiza, incluso in centinaia di compilation, sia nella versione chill out che nella sua versione dance versions; Saltwater, che si avvale della collaborazione vocale della cantante del gruppo Clannad, Máire Brennan, ed è una delle canzoni più rappresentative del genere trance; Don't Give Up, la cui parte vocale è interpretata da Bryan Adams. Soprattutto Don't Give Up ha portato Chicane in vetta alla classifica dei singoli inglese e nella top ten di quasi tutta Europa.
Bracegirdle ha anche lavorato sotto lo pseudonimo di Disco Citizens, nella produzione di singoli di musica trance. Insieme alla cantante Vanessa St. James ed al produttore Mr. Joshua, Disco Citizens ha fatto parte del progetto Mr. Joshua Presents Espiritu, conosciuto per il brano In Praise of the Sun, cantato sia in inglese che in francese.
Il 15 luglio 2010 viene annunciato sul sito ufficiale l'uscita del nuovo album Giants, prevista per il 2 agosto 2010.
Altri soprannomi adottati da Nick Bracegirdle nel corso della propria carriera sono stati Rebel Transcanner e Sitvac.

## Discografia

### Album
- 1997 Far from the Maddening Crowds
- 1999 Chilled (EP)
- 2000 Behind the Sun #10 UK
- 2003 Easy to Assemble (cancellato)
- 2007 Somersault
- 2007 Far from the Maddening Crowds (Ripubblicato)
- 2008 The Best of Chicane - 1996-2008 #16 UK
- 2010 Giants
- 2012 Thousand Mile Stare
- 2015 The Sum of Its Parts
- 2018 The Place you can't remember, The Place you can't forget
- 2023 Nevertheless

### Compilation
- 2001 Visions of Ibiza (artisti vari, remixati da Chicane)